# Viktor Duchnovský
Viktor Duchnovský [viktor duchnouský] (30. srpna 1939 – 29. dubna 1996) byl slovenský fotbalista.

## Hráčská kariéra
V československé lize hrál za Lokomotívu Košice, aniž by skóroval.

### Prvoligová bilance
| Ročník             | Zápasy | Góly | Minuty | Klub                 |
| ------------------ | ------ | ---- | ------ | -------------------- |
| I. liga 1965/66    | 1      | 0    | 90     | TJ Lokomotíva Košice |
| CELKEM I. ČS. LIGA | 1      | 0    | 90     |                      |